# هه‌جو
هائجو (به لاتین: Haeju) یک شهر در کره شمالی است که در استان هوانگهه جنوبی واقع شده‌است.

## خصوصیات
هائجو ۲۰۶٫۹ کیلومترمربع مساحت و ۲۷۳٬۳۰۰ نفر جمعیت دارد.